# Izbyćke
Izbyćke (ukr. Ізбицьке) – wieś na Ukrainie, w obwodzie charkowskim, w rejonie wołczańskim. W 2001 liczyła 30 mieszkańców.